# Mick Bates
Mick Bates (født 19. september 1947 i Doncaster, England, død 12. juli 2021) var en engelsk fodboldspiller (midtbanespiller).
Bates tilbragte størstedelen af sin karriere hos Leeds United. Han hjalp klubben til sejr i FA Cuppen i 1972, samt til to triumfer i Inter-Cities Fairs Cup, forløberen for UEFA Cuppen og UEFA Europa League.
Senere spillede Bates for Walsall, Bradford og Doncaster, inden han stoppede sin karriere i 1981.

## Titler
FA Cup
- 1972 med Leeds United

Inter-Cities Fairs Cup
- 1968 og 1971 Leeds United